# Melormenis antillarum
Melormenis antillarum är en insektsart som först beskrevs av George Willis Kirkaldy 1909.  Melormenis antillarum ingår i släktet Melormenis och familjen Flatidae. Inga underarter finns listade i Catalogue of Life.